# 陪哭
《陪哭》是台裔日本女歌手一青窈的第一張個人單曲，於2002年10月30日在日本發行，此專輯普遍被認為是一青窈的成名曲。

## 收錄歌曲
（所有歌曲填詞者皆為一青窈，以下省略）
1. 陪哭（もらい泣き）
  - 作曲：武部聰志、增子達郎、溝渕大智
  - 收錄於專輯『月天心』及精選輯『BESTYO』
2. 翡翠（ひすい）
  - 作曲：武部聰志
  - 收錄於精選輯『BESTYO』
3. 感謝謝（アリガ十々）
  - 作曲：山内薫
  - 收錄於專輯『月天心』及精選輯『BESTYO』

## 軼聞
- 《陪哭》一曲為一青窈以自身失戀的經驗作為發想創作而成。在中目黑與無法忘記前女友的男友分手。一青人生中第一個巴掌給了這個人，隨後離去。在咖哩店前孤零零坐著，咖哩店的老闆默默的遞上了饢。在那之後，打電話給橫濱的朋友訴苦，朋友從橫濱趕來後什麼也沒說，只是默默的陪哭。『陪哭』就是從此逸聞中誕生。

- 將《陪哭》一曲用電腦音效軟體把拍子（tempo）調成原曲的80%（或只要將音調減3度），會變成與日本著名男歌手平井堅演唱的腔音非常相似。一青窈演唱的大部份歌曲都會如此。在日本電視節目「冷知識之泉」中，甚至邀請了專家解釋此現象。

## 受獎
- 2003年日本唱片大獎、日本有線大獎、BEST BIT 歌謠祭、Japan Gold Disc Award、各分別獲得新人獎
- 2003年日本唱片大獎 最佳編曲獎（編曲者 武部聰志）

## 關係項目
- 一青窈
- 武部聰志
- 增子達郎